# Lycia flavantennata
Lycia flavantennata är en fjärilsart som beskrevs av Eugen Wehrli 1933. Lycia flavantennata ingår i släktet Lycia och familjen mätare, Geometridae. Inga underarter finns listade i Catalogue of Life.